# Похитители тел (роман)
«Похитители тел» (англ. The Body Snatchers) — научно-фантастический роман Джека Финнея, впервые опубликованный в 1954 году в журнале «Ко́льерс» и изданный отдельной книгой в 1955 году. На русский язык переведён дважды: Б. Любарцевым  под названием «Похитители плоти» и Натальей Виленской под названием «Похитители тел». Роман был экранизирован четыре раза.

## Сюжет
Роман рассказывает о небольшом городке Санта-Мира калифорнийского округа Марин, захваченном инопланетной формой жизни, прозванной семенными коробочками (англ. seed pods). Каждая коробочка создаёт точнейшую копию любого живого или неживого объекта, находящегося рядом с ней, и таким образом размножается. Оригинал превращается в прах. Человек — не исключение: коробочки с поразительной точностью воспроизводят не только человеческое тело, но и воспоминания. Они не способны копировать лишь чувства и эмоции, поэтому двойники рождаются без них.
Двойники живут всего пять лет и не оставляют потомства; поэтому, если захватчиков не остановить, они быстро погубят всё живое на Земле и для дальнейшего выживания им придётся искать новые миры. Один из захватчиков-двойников утверждает, что люди на протяжении истории занимаются ровно тем же: ради собственного выживания присваивают природные ресурсы, уничтожают коренное население чужих земель и разрушают экосистему.

## Экранизации
По мотивам романа снято четыре полнометражных фильма:
- 1956 год — «Вторжение похитителей тел». Режиссёр Дон Сигел.
- 1978 год — «Вторжение похитителей тел». Ремейк фильма 1956 года. Режиссёр Филип Кауфман.
- 1993 год — «Похитители тел». Режиссёр Абель Феррара.
- 2007 год — «Вторжение». Режиссёр Оливер Хиршбигель.

Также сюжет романа поверхностно лёг в основу фильмов «Факультет» Роберта Родригеза 1998 года и «Ассимиляция» Джона Марловски 2019 года.